# تحديد مشكلة
تحديد المشكلة تعني تنقيح السؤال بحيث يمكن ان تبدأ عملية الحل أو تستمر.
وهي جزء من عملية حل المشكلات التي تتضمن العثور على المشكلة وحل المشكلة.
تحديد المشكلة (أو تأطير المشكلة) تتضمن غالبًا تطبيق التفكير النقدي.
نهج خوارزمي لإعادة صياغة المشكلات التقنية تم تقديمه بواسطة جيه، إس. ألتشالر في تريز.